# Welcome to Secret Time
Welcome to Secret Time è il primo album discografico giapponese del gruppo musicale sudcoreano Secret, pubblicato nel 2012 dall'etichetta discografica Sony Music Associated Records.

## Il disco
Il 29 febbraio 2012, le Secret pubblicarono il singolo giapponese "So Much for Goodbye", seguito da "Twinkle Twinkle" il 20 giugno. Quest'ultimo fu utilizzato come sigla finale dello spin-off di Naruto, Naruto SD: Rock Lee no Seishun Full-Power Ninden. Il 24 giugno 2012, la TS Entertainment confermò la pubblicazione di "Love Is Move" come title track dell'album e annunciò che il gruppo sarebbe partito in Giappone per le promozioni, durate circa un mese. Il 6 luglio venne diffusa la notizia dell'uscità dell'album il 22 agosto 2012; il gruppo rivelò la notizia anche attraverso un piccolo video sul loro sito ufficiale giapponese. Per promuovere l'album, il 3 agosto le Secret tennero un incontro con i fan a Tokyo per celebrare il loro anniversario in Giappone. Nel mese di marzo, il quartetto intraprese il loro primo tour giapponese, esibendosi a Osaka, Nagoya e Tokyo.

## Tracce
1. Welcome to Secret Time – 1:21 (testo: Zinger)
2. Love Is Move (愛はムーブ) (versione giapponese) – 3:19 (testo: Kang Jiwon, Kim Kibum, Junji Ishiwatari – musica: Kang Jiwon, Kim Kibum)
3. Madonna (versione giapponese - Album) – 3:41 (testo: Kang Jiwon – musica: Kang Jiwon, Kim Kibum)
4. Shy Boy (versione giapponese) – 3:39 (testo: Kang Jiwon, Kim Kibum, Junji Ishiwatari – musica: Kang Jiwon, Kim Kibum)
5. Starlight Moonlight (versione giapponese) – 3:53 (testo: Kang Jiwon, Kim Kibum, Junji Ishiwatari – musica: Kang Jiwon, Kim Kibum)
6. Mid-Summer Mermaid (真夏のマーメイド) – 3:50 (testo: Junju Ishiwatari – musica: Shinji Moroi, Mary, JUNKOO)
7. I Miss You – 3:56 (testo: Park Soo Suk, INOO, Junji Ishiwatari – musica: Park Soo Suk)
8. So Much for Goodbye (これくらいのサヨナラ) – 3:43 (testo: Junji Ishiwatari – musica: Im Sanghyuk, Jeon Daun)
9. Don't Laugh (笑わないで) (versione New Groove) – 3:43 (testo: Im Sanghyuk, Jeon Daun, Zinger – musica: Im Sanghyuk, Jeon Daun)
10. Twinkle Twinkle – 3:20 (testo: Junji Ishiwatari – musica: Hans.W)
11. Drive to You – 3:32 (testo: INOO, Junji Ishiwatari – musica: Park Soo Suk)
12. Walking – 4:07 (testo: Junji Ishiwatari, Ricky – musica: Ricky)
13. Secret Dream – 4:01 (testo: Junji Ishiwatari – musica: Okoon)

Durata totale: 46:05
Edizione limitata A: la normale edizione e il DVD che contiene la performance del gruppo allo Zepp di Tokyo nel loro primo tour in Giappone, il Secret 1st Japan Tour:
1. Opening
2. Magic – 3:23
3. Movie Star (versione giapponese) – 3:18
4. Sexy (섹시하게) – 3:25
5. Love Is Move – 3:20
6. Together (versione giapponese) – 3:43
7. My Boy (versione New Arrange) – 3:55
8. Shy Boy (versione giapponese) – 3:39
9. Oh! Honey (오! 허니) – 2:34
10. Don't Laugh (笑わないで) (versione giapponese) – 3:45
11. La La La (versione giapponese) – 3:50
12. I Wish
13. So Much for Goodbye (これくらいのサヨナラ) – 3:43
14. Color of Love – 4:01
15. Madonna (versione giapponese) – 3:41
16. Starlight Moonlight (versione giapponese) (Encore) – 3:53
17. Love Is a Long Run (恋はロング・ラン) (Encore) – 3:15

Edizione limitata B: la normale edizione e il DVD che contiene i video musicali e i making-of di "Madonna", "Shy Boy", "So Much for Goodbye", "Twinkle Twinkle" e "Love Is Move".

## Certificazioni
Giappone
(vendite: 10 992+)

## Formazione
- Hyoseong – voce
- Zinger – rapper, voce
- Jieun – voce
- Sunhwa – voce